# Horgues
Horgues är en kommun i departementet Hautes-Pyrénées i regionen Occitanien i sydvästra Frankrike. Kommunen ligger i kantonen Laloubère som tillhör arrondissementet Tarbes. År 2022 hade Horgues 1 201 invånare.

## Befolkningsutveckling
Antalet invånare i kommunen Horgues
| Referens: INSEE |